# オースブレイカー
オースブレイカー（英: Oathbreaker）は、ベルギーのハードコアバンド。2008年に結成し、現在はDeathwish Inc.に所属している。メンバーはギタリストのLennart BossuおよびGilles Demolder、ドラマーのWim Coppers（2016年まではIvo Debrabandereが担当）、スクリームとクリーンボーカルを使い分ける女性ボーカリストのCaro Tangheで構成される。彼らはAmenraの主催するChurch of Raプロジェクトの一員である。初の作品となるセルフタイトルのEPを皮切りに、1st「Mælstrøm」（2011年）、2nd「Eros|Anteros」（2013年）、3rd「Rheia」（2016年）と計3枚のアルバムをリリースしている。Deathwishよりリリースされた2ndアルバムと3rdアルバムは音楽的に高く評価されている。

## 音楽性
ブラックメタル、ポスト・ハードコア、ハードコア・パンク、ポストメタル、ポスト・ブラックメタル、スクリーモ、メタルコア、クラストコア、Dビート、スラッジメタル、シューゲイザー、ポストロックなど、パンク・ロック、ヘヴィメタル、アバンギャルドに含まれる様々なジャンルを折衷させている。CobaltやGhost Bath、そしてレーベルメイトであるDeafheaven、Converge、Touché Amoré、Loma Prieta、Planes Mistaken for Starsらと比較されることがある。Caro Tangheのボーカルはバンドの主要な構成要素だと見なされている。Exclaim!によると、「彼女のブラックメタルを彷彿とさせる金切り声のようなスクリームはConvergeのJacob Bannonにも匹敵する」とされる。また、Stereogumは「時に旋律的で、幾重にも重なって録音されたその声は、彼らの楽曲に人間的で繊細な激情性と質量を与えた」と解説している。さらにMetal Injection曰く、「その歌詞はゴシックかつ詩的で真摯であり、心に想い留めさせるものである」という。

## メンバー

### 現メンバー
- Lennart Bossu – ギター (2008–現在)
- Gilles Demolder – ギター、ベース (2008–現在)
- Caro Tanghe – ボーカル[1] (2008–現在)
- Wim Coppers – ドラム (2016–現在)

### 元メンバー
- Ivo Debrabandere – ドラム (2008–2016)[10]

## ディスコグラフィー

### スタジオアルバム
- Mælstrøm (2011)[1]
- Eros|Anteros (2013)[1]
- Rheia (2016)[11]

### EP
- Oathbreaker (2008)[1]
- Amenra/Oathbreaker – Brethren Bound by Blood 3/3 (2011)
- An Audiotree Live Session (2016)

### ライブアルバム
- Live at Vooruit (2015)